# Covert (Nowy Jork)
Covert – miasto w Stanach Zjednoczonych, w stanie Nowy Jork, w hrabstwie Seneca.